# Joan Samsó i Lengly
Joan Samsó i Lengly   (Barcelona, 3 de febrer de 1834 - Madrid, 14 de desembre de 1908) fou un escultor, professor i catedràtic barceloní.

## Biografia
Samsó va nàixer a Gràcia. El cognom Lengly-Lengli-Langlin (variava en funció de qui fes la inscripció registral) el va heretar del seu avi, d'origen alemany casat amb la seva àvia natural de Palma. És per aquesta causa que el seu cosí germà es deia Victorià Codina Lánglin. Un altre cosí d'en Joan Samsó fou Agustí Claramunt Martínez.
Es matriculà amb catorze anys a l'Escola de Belles Arts de Barcelona. Presentà obres en diversos concursos i exposicions a Espanya i França. Va guanyar per concurs la Càtedra de Modelatge d'allò Antic i Vestidures de l'Escola de San Fernando, sent nomenat, a més, acadèmic corresponent per Barcelona de la Reial Acadèmia de Belles Arts de San Fernando (1878). El 22 de gener de 1899 va ingressar com a acadèmic de mèrit a la mateixa Acadèmia. També havia guanyat per oposició la plaça d'escultor anatòmic de la Facultat de Medicina de Barcelona.
Va tenir per deixebles Antoni Vilanova, Victorià Codina Lánglin, Antoni Alsina, Aniceto Marinas, Miguel Ángel Trilles i Rodrigo Álvarez Blanco.
El seu estil estètic és catalogat com romàntic, acadèmicament robust i d'alta escola. Es va dedicar, fonamentalment, al tema religiós.

## Obres
Verge Dolorosa. (Museu Frederic Marès).